# 联邦星舰航海家号 (NCC-74656)
联邦星舰航海家号 (USS Voyager)，船籍編號NCC-74656，是科幻影集《星际旅行：航海家号》裡虛構的太空航行器。它是一艘无畏级星舰，由凯瑟琳·珍妮薇上校指挥。
航海家号是由《星际旅行：航海家号》的美工设计师理查德·D·詹姆斯（Richard D. James）和插画家里克·施特恩巴赫（Rick Sternbach）共同设计的。尽管建造了一艘用于拍摄的模型，但最终在荧屏上出现的航海家号大多数时候是计算机成像（CGI）技术产生的。航海家号的这一模型于2006年10月6日在克利斯蒂拍卖行（Christie's auction）卖出了十一万美元的价钱。

## 任务
2371年，航海家号带着141名船员前往恶域去追捕一艘马奇游击队飞船；两艘船均被一位外星人强制地传送到了七万光年之远的第四象限，航海家号在传送过程中受到损害，还失去了部分的船员（包括大副卡维特（Cavit）少校，主医官及其余的医护人员，舵手斯塔蒂（Stadi）上尉，以及轮机长）。为了保护奥康帕人不受卡松人屠杀，珍妮薇下令摧毁可以把航海家号与马奇飞船带回家的阵列。而马奇船也在行动中被摧毁，被困在第四象限的两艘船船员，必须协同一力开始预期七十五年的返家旅程。
星际舰队后来得知了被困在第四象限的航海家号，不久后也能够进行经常的联系。在经过七年的旅行后，在来自另一个未来的珍妮薇的帮助下，航海家号通过博格人的超曲速信道回到了第一象限。
在非正史的《星际旅行：航海家号》再出发系列中，查可泰重新回到了星际舰队，并升职上校指挥航海家号。

## 船员
在航海家号从深空九号空间站出发时，舰上共有141名船员。在穿越银河系的过程中，航海家号损失了一些船员，其中包括大副、舵手、轮机长及大部分医护人员。珍妮薇随后接纳了马奇游击队船上的船员进入航海家号工作，马奇游击队的舰长查克泰担任航海家号大副，贝拉娜·朵芮丝担任轮机长，卧底于马奇游击队的杜沃克则重新担任安全及战术官一职。此外，两名来自第四象限的外星人也被接纳为航海家号船员，泰克斯人尼利克斯在航海家号上担任大厨兼“士气官”，奥康帕女性凯丝担任园丁兼医疗助理。而紧急医疗全息程序则被改良程序成为了航海家号的主医官。此时重组后的航海家号共有152名船员。
2372年，航海家号船员萨曼莎·魏德曼少尉（Samantha Wildman）产下了一个女婴，取名为内奥米·魏德曼（Naomi Wildman），内奥米成为了在航海家号上诞生的第一个婴儿。此后的数年里，航海家号和卡松人爆发了一系列冲突，损失了一些船员。2374年，凯丝离开了航海家号。同年，航海家号从博格人中俘获了九之七，并将她重新转化为人类，而九之七随后担任了航海家号的工程师兼科学官。
2376年，航海家号接收了一批来自联邦星舰分节号（USS Equinox）的船员，这艘星舰和航海家号一样也是被“守护者”带到第四象限的。同年，航海家号从博格人手里解救了四名被博格人同化的孩童，并将他们重新恢复，他们是伊奇布（Icheb）、梅佐蒂（Mezoti）、阿扎（Azan）和里比（Rebi）。随后有三名孩童被送回他们原来的家庭，只有伊奇布跟随航海家号最终到达地球。2378年，尼利克斯离开航海家号，去帮助自己的族人重建族群，珍妮薇在临别时授予他“星际舰队驻第四象限大使”的职务。

## 设计与能力
七万吨位的航海家号建造于乌托邦太空船厂，并从地球的麦金利山站出发。
航海家号是第一種装备有9级同軸曲速引擎的星舰"無畏級"的二號艦，基本設計邏輯是"高速的小型艦"，艦長不到銀河級的一半，但以機動性彌補，并打算在深太空中进行实验，其允许的最大曲速是9.975级。航海家号配备了生物神经胶体电路，它们可以提高星舰计算机处理及组织信息的能力。星舰上有两座全息甲板。
航海家号上带有多數星艦都有的紧急医疗全息程序（EMH），该程序拥有2,000种医疗参考与47位医生超过五百万单位的医疗经验。由於醫務人員在一開始就不幸全體陣亡，該程序被任命為主任醫官。此全息程序是由安装在医务室里的一系列全息投影仪产生的。到了后来，航海家号的EMH可以在一项29世纪科技的帮助下离开医务室。
航海家号最初装备了两个三钴设备，这两个设备都被用于摧毁守护者阵列。最後一集中，来自另一个未来的凯瑟琳·珍妮薇还为星舰带来了超相位鱼雷与烧蚀船体装甲以對付博格女王。
在第四象限的几年里，航海家号还吸收了许多的外星技术。例如，航海家号从外星人那里获得了大幅度提高复制器效率的技术；其二號货舱后来也填满了各式各样的博格设备；九之七与哈里·金还合作建造了一间可進行超長距離掃描的天文实验室。另外，船员们还自行设计建造了性能遠超過聯邦標準太空梭的德尔塔飞行者。航海家号可以在星球表面降落，如和其他几集中出现的那样。